# Ochromolopis ictella
Ochromolopis ictella — вид лускокрилих комах родини зонтичних молей (Epermeniidae).

## Поширення
Вид поширений в Європі та Північній Африці. Присутній у фауні України.

## Опис
Розмах крил 11-13 мм.

## Спосіб життя
Личинки живляться рослинами з роду Thesium. Спочатку вони мінують листя своєї рослини-господаря. Прогризає коротку, нерегулярної, лінійну шахту. Одна личинка може зробити декілька мін. Старші личинки вільно живуть на рослині під павутиною. Личинки зеленуваті з блідо-коричневою головою.